# Leges Liciniae Sextiae
A leges Liciniae Sextiae a Római Köztársaság i. e. 368–366 között meghozott törvényei. Ezek a törvények – Titus Livius elbeszélése alapján – Licinius Stolo és Sextius néptribunusok kezdeményezésére születtek meg, és a következő törvényjavaslatokat foglalták magukba:
- Az adósok helyzetét könnyítették azzal, hogy a már kifizetett kamatokat beszámítják a tőke összegébe.
- 500 iugerumban maximálták az ager publicusból egy pater familias által maximálisan elfoglalható terület nagyságát.
- Lehetővé tették, hogy a két consuli tisztség egyikét plebeius töltse be.

## Előzmények
- A gall támadás jelentős károkat okozott a kisparaszti gazdaságokban, egyre inkább felszínre hozva az eladósodás problémáját.
- Az eredeti szokásjog az lehetett, hogy minden polgár annyi földet használhatott az ager publicusból, amennyit meg tudott művelni.
- A katonai tribunusok rendszere válságba került i. e. 367-re, a néptribunusok által indított politikai küzdelem anarchiához vezetett.